# Murtoilestes abramovi
Murtoilestes abramovi és un gènere de mamífer prehistòric extint, del qual s'han trobat fòssils a Rússia del Cretaci inferior. És especial perquè es tracta d'un dels euteris més antics coneguts. El seu nom específic, abramovi, és en honor del zoòleg rus Aleksei Abràmov.